# كحول أميلي
الكحول الأميلي  هو اسم عام يطلق على مجموعة من الكحولات التي تجمعها الصيغة الكيميائية C5H11O؛ ويعرف منها ثمانية.
تستخدم الكحولات الأميلية على هيئة مذيبات عضوية في المختبرات الكيميائية، كما تستعمل في تفاعلات الأسترة من أجل الحصول على أسيتات الأميل ومركبات أخرى حسب نوع الكحول المستخدم.
تستخدم تسمية الكحول الأميلي في بعض الأحيان للإشارة إلى المركب النظامي 1-بنتانول، الحاوي على سلسلة كربونية غير متفرعة.

## المتصاوغات
| الاسم الشائع      | البنية | النمط | التسمية النظامية            | نقطة الغليان (°س) |
| ----------------- | ------ | ----- | --------------------------- | ----------------- |
| 1-بنتانول         |        | أولي  | بنتان-1-ول                  | 138.5             |
| 2-ميثيل-1-بوتانول |        | أولي  | 2-ميثيل-بوتان-1-ول          | 128.7             |
| كحول إيزوأميلي    |        | أولي  | 3-ميثيل-بوتان-1-ول          | 131.2             |
| كحول نيوبنتيلي    |        | أولي  | 2،2-ثنائي ميثيل بروبان-1-ول | 113.1             |
| 2-بنتانول         |        | ثانوي | بنتان-2-ول                  | 118.8             |
| 3-ميثيل-2-بوتانول |        | ثانوي | 3-ميثيل بوتان-2-ول          | 113.6             |
| 3-بنتانول         |        | ثانوي | بنتان-3-ول                  | 115.3             |
| كحول أميلي ثالثي  |        | ثالثي | 2-ميثيل بوتان-2-ول          | 102               |